# André Chevallier
Pour les articles homonymes, voir Chevallier.
André Chevallier, né le 24 novembre 1896 à Saint-Paul (Haute-Vienne) et mort le 11 novembre 1964 Strasbourg, est un médecin et physiologiste français.

## Travaux de recherche
Il met au point dans les années 1930 un spectromètre ultraviolet permettant de doser la présence de vitamine A dans l'organisme. 

## Carrière
Mobilisé dans le premier régiment d'infanterie de montagne en 1916, il devient médecin capitaine en 1917. André Chevallier devient par la suite titulaire de la chaire de physique biologique nouvellement créée à Marseille en 1930. En 1940, avec l'appui actif de la fondation Rockefeller et de nutritionnistes américains, il crée à Marseille l'Institut de recherche d'hygiene. En juin 1941, la fondation quitte la France. Sous l'impulsion d'André Chevallier, l'Institut national d'hygiène, premier organisme français de santé publique destiné à la recherche médicale, allait alors être créé, toujours avec l'appui de la fondation Rockefeller , par le gouvernement de Vichy par décret du 30 novembre 1941. Il en est nommé directeur général en février 1942. Il quitte la direction de l'Institut en 1946, restant membre du comité scientifique.
Il devient alors professeur de physique biologique à la faculté de médecine de Strasbourg, ainsi que directeur du centre régional de lutte contre le cancer de Strasbourg, qui deviendra le Centre Paul-Strauss en 1959, jusqu'à son décès en 1964. Il se consacre après la guerre à la biophysique médicale, devenant notamment expert pour l'OMS sur la protection des populations contre les rayonnements ionisants.
Il a été décoré de l'ordre de la Francisque, ainsi que de la Medal of Freedom pour les travaux de l'INH visant à atténuer l'effet des privations alimentaires pendant la guerre. Il est officier de la légion d'honneur (1959) . 